# 韦尔迪镇 (维尼艾什)
韦尔迪镇是葡萄牙布拉干萨区的一个堂区。总面积14.3平方公里，总人口48,122人，人口密度16.8人/平方公里。海拔83m，气候一般是地中海式气候。邻近城市有阿马里什和布拉加区。